# Saint-Martin-Labouval
Saint-Martin-Labouval – miejscowość i gmina we Francji, w regionie Oksytania, w departamencie Lot. W 2013 roku populacja gminy wynosiła 179 mieszkańców. Przez teren gminy przepływa rzeka Lot. 